# Cape Three Points
Cape Three Points är en udde i Ghana. Den ligger i den södra delen av landet, 230 km väster om huvudstaden Accra.
Terrängen inåt land är platt. Havet är nära Cape Three Points åt sydväst.